# District de Guishan
Le district de Guishan (chinois traditionnel : 龜山區 ; chinois simplifié : 龟山区 ; pinyin : guīshān qū ; zhuyin : ㄍㄨㄟ ㄕㄢ ㄑㄩ), autrefois municipalité, parfois orthographié Kueishan ou Kuesan, est un district de la municipalité spéciale de Taoyuan, au nord de Taïwan.
Guishan est l'une des principales villes industrielles du nord de Taiwan, et c'est également une ville satellite développée et importante dans la banlieue de Taipei.